# Ковешников Анатолій Леонідович
Анатолій Леонідович Ковешников (31 травня 1973, Сєверськ, Томська область, РРСФР, СРСР) — радянський і український хокеїст, нападник.

## Спортивна кар'єра
Вихованець команди «Кедр» (Томськ). У складі молодіжної збірної України виступав на чемпіонаті світу 1993 року (група «С»). Грав за команди «Динамо» (Харків), «Сокіл» (Київ), «Лада» (Тольятті) і «Торпедо» (Ярославль). На драфті 1995 року був обраний клубом Національної хокейної ліги «Даллас Старс». У 24 роки отримав важку черепно-мозкову травму і був змушений завершити ігрову кар'єру. 2008 року був призначений головним тренером клубу першої ліги «Янтар» (Сєверськ).

## Досягнення
- Чемпіон МХЛ (1): 1996
- Чемпіон Росії (1): 1997

## Статистика
| Сезон   | Клуб                    | Ліга    | Регулярний сезон | Регулярний сезон | Регулярний сезон | Регулярний сезон | Регулярний сезон | Плей-оф | Плей-оф | Плей-оф | Плей-оф | Плей-оф |
| Сезон   | Клуб                    | Ліга    | І                | Г                | П                | О                | ШХ               | І       | Г       | П       | О       | ШХ      |
| ------- | ----------------------- | ------- | ---------------- | ---------------- | ---------------- | ---------------- | ---------------- | ------- | ------- | ------- | ------- | ------- |
| 1990-91 | «Динамо» (Харків)       | СРСР-2  | 6                | 0                | 2                | 2                | 0                |         |         |         |         |         |
| 1991-92 | «Динамо» (Харків)       | СРСР-2  | 34               | 4                | 2                | 6                | 10               |         |         |         |         |         |
| 1992-93 | «Сокіл» (Київ)          | МХЛ     | 23               | 1                | 0                | 1                | 4                | 3       | 0       | 0       | 0       | 0       |
|         | «Сокіл-2» (Київ)        | Росія-2 | 22               | 2                | 8                | 10               | 12               |         |         |         |         |         |
| 1993-94 | «Сокіл» (Київ)          | МХЛ     | 34               | 2                | 2                | 4                | 16               |         |         |         |         |         |
| 1994-95 | «Сокіл» (Київ)          | МХЛ     | 51               | 8                | 0                | 8                | 10               |         |         |         |         |         |
| 1995-96 | «Сокіл» (Київ)          | МХЛ     | 36               | 4                | 2                | 6                | 45               |         |         |         |         |         |
|         | «Лада» (Тольятті)       | МХЛ     | 9                | 0                | 1                | 1                | 6                | 4       | 1       | 0       | 1       | 2       |
|         | «Лада-2» (Тольятті)     | Росія-2 | 1                | 0                | 0                | 0                | 0                |         |         |         |         |         |
| 1996-97 | «Торпедо» (Ярославль)   | Росія   | 31               | 3                | 6                | 9                | 63               | 9       | 0       | 1       | 1       | 22      |
|         | «Торпедо-2» (Ярославль) | Росія-3 | 9                | 3                | 5                | 8                | 12               |         |         |         |         |         |

У молодіжній збірній:
| Рік  | Команда | Турнір          | Місце | І | Г | П | О  | ШХ |
| ---- | ------- | --------------- | ----- | - | - | - | -- | -- |
| 1993 | Україна | МЧС (група «С») | 1-е   | 4 | 6 | 4 | 10 | 10 |